# Obora (Protivanov)

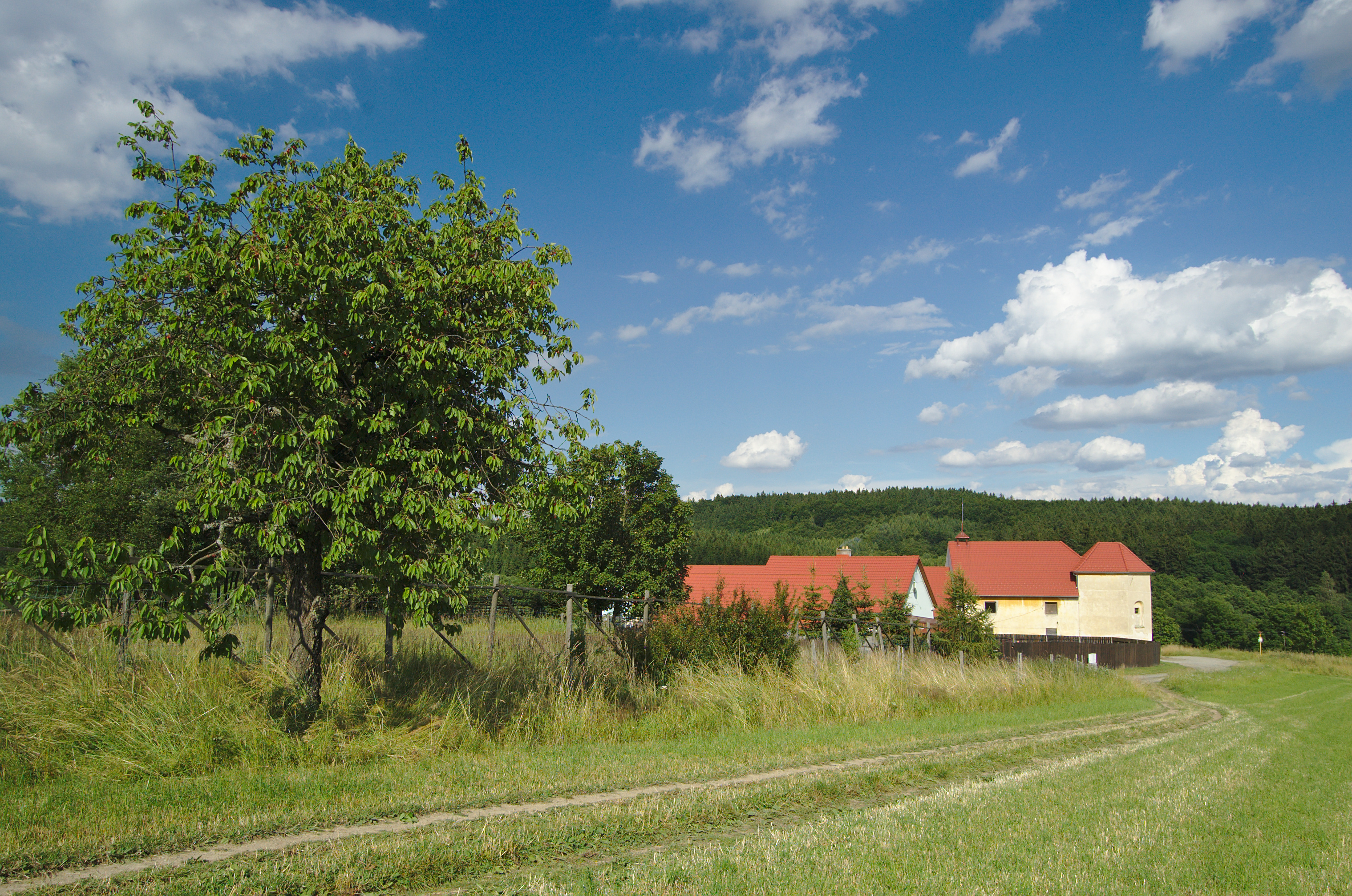
Obora

Obora (deutsch Thiergarten) ist eine Rotte der Minderstadt Protivanov in Tschechien. Sie liegt vier Kilometer südwestlich von Protivanov und gehört zum Okres Prostějov. Einige Gebäude stehen in der Gemarkung Žďárná.

## Geographie
Obora befindet sich rechtsseitig des Baches Luha – gegenüber der Einmündung des Huťský potok – im Drahaner Bergland. Östlich erhebt sich der Brd (671 m n.m.), im Süden die Havlenka (636 m n.m.), südwestlich der Ostrý vrch (622 m n.m.) und im Westen die Babí hora (642 m n.m.). Neben dem Hof Oborský dvůr liegt der Teich Oborský rybník. Gegen Nordwesten erstreckt sich das Damwildgehege Oborský dvůr.
Nachbarorte sind Skelná Huť im Norden, Protivanov im Nordosten, Repechy und Bousín im Osten, Niva und Otinoves im Südosten, Molenburk und Housko im Süden, Sloup und Ludíkov im Südwesten, Žďárná im Westen sowie Suchý im Nordwesten.

## Geschichte
In der zweiten Hälfte des 16. Jahrhunderts ließen die Herren von Zástřizl in der Gegend des zur Burg Boskowitz gehörigen öden Dorfes Hošperk einen herrschaftlichen Tiergarten anlegen. Am nördlichen Ende der Wüstung entstand das Jagdschloss Hirschberg (Hiršperk). Dieses wurde erstmals 1671 im Feuerstättenverzeichnis (soupisu komínů) der Herrschaft Boskowitz als Besitz des Johann Bohuš Wenzel Morkowský von Zástřizl aufgeführt. Im Jahr darauf wurde auch die Hubertuskapelle im Tiergarten erwähnt. Mit Johann Bohuš Tod erlosch das Geschlecht von Zástřizl 1687 im Mannesstamme und wurde von den Grafen von Dietrichstein beerbt. Walther Franz Xaver von Dietrichstein und dessen Söhne Karl Maximilian und Leopold ließen in der ersten Hälfte des 18. Jahrhunderts unter Einbeziehung des Jagdschlosses und der Kapelle den Thiergartenhof (Oborský dvůr) errichten.
Im Jahre 1834 bestand die im Brünner Kreis gelegene und nach Protiwanow konskribierte Siedlung Thiergarten aus dem Thiergartenhof, der Thiergartenmühle sowie – westlich an der Allee nach Zdiarna, dem Forsthaus Thiergarten. Bis zur Mitte des 19. Jahrhunderts blieb Thiergarten der Allodialherrschaft Boskowitz untertänig.
Nach der Aufhebung der Patrimonialherrschaften bildete Obora / Thiergarten ab 1850 eine Ansiedlung der Gemeinde Protivanov im Gerichtsbezirk Boskowitz. Der Boskowitzer Großgrundbesitz ging 1856 an die Freiherren von Mensdorff-Pouilly über. Ab 1869 gehörte Obora zum Bezirk Boskowitz. Nach dem Ersten Weltkrieg zerfiel der Vielvölkerstaat Österreich-Ungarn, die Siedlung wurde 1918 Teil der neu gebildeten Tschechoslowakischen Republik. Beim Zensus von 1921 bestand Obora aus einem Hof, einem Hegerhaus und einigen Chaluppen. Im Zuge der Gebietsreform von 1960 wurde der Okres Boskovice aufgehoben und Obora dem Okres Prostějov zugeordnet. Zwischen 1961 und 1982 wurde Obora als Ortsteil von Protivanov geführt. Der Teich Oborský rybník wurde mit Mitteln der EU revitalisiert.

## Sehenswürdigkeiten
- Oborský dvůr (Thiergartenhof), vierflügelige Hofanlage mit Hofeinfahrt an der Südseite und Taubenturm in der nordwestlichen Ecke des Innenhofes. Der Hof befand sich bis zum Februarumsturz von 1948 im Besitz der Familie Mensdorff-Pouilly und wurde danach unter staatliche Verwaltung gestellt. Nach der 1952 erfolgten Konfiszierung wurde er durch verschiedene Landwirtschaftsbetriebe auf Verschleiß genutzt. 1992 gingen der Hof und die zugehörigen Wälder in Restitution an die Familie Mensdorff-Pouilly zurück. Heutiger Besitzer ist die Steelpark s.r.o., die mit der Rekonstruktion der Hofanlage begann.
- Ehemaliges Jagdschloss Hiršperk, es wurde als einzelstehendes einstöckiges Gebäude mit Walmdach errichtet. An der dem Teich zugewandten Ostseite war es mit hölzernen Veranden versehen. Heute bildet es den südwestlichen Teil der Hofanlage, der nördliche Teil des Schlosses wurde durch Wirtschaftsgebäude ersetzt.
- Ehemalige Hubertuskapelle, sie befindet sich westlich der Hofeinfahrt am ehemaligen Schlossgebäude. Erhalten ist der Chor.